# 좌파당 (덴마크)
좌파＝덴마크 자유당(덴마크어: Venstre, Danmarks Liberale Parti)은 덴마크의 자유주의 중도우파정당이다. 현재 당수는 라르스 뢰케 라스무센이다. 덴마크의 총리인 메테 프레데릭센이 집권을 하게 되면서 4년만에 야당으로 변화를 하였다. 약칭 좌파당(덴마크어: Venstre 벤스트레[*])이라고 불린다.

## 개요
1870년에 창당되었으며, 이때는 이념상 자유주의와 토지 균분이 상대적으로 좌파 이념으로 분류되었고, 당시 보수주의 특권정당인 허이여(Hojre)라는 정당에 대항하는 노동자, 농민 정당이였기 때문에 스펙트럼상 상대적으로 좌익으로 분류되었으나, 점차 덴마크에도 사회주의 운동이 활발해지고, 사회주의 성향의 중도좌파들이 정치세력화하며, 덴마크에서 복지라는 개념은 인도주의적으로 필수적인 개념으로 자리잡게 된 이후, 현재 좌파당을 비롯한 자유주의 이념은 덴마크에서 중도우파로 분류된다.
그렇기 때문에 이론적으로는 고전적 자유주의를 지지하지만, 실제로는 복지 정책을 유지 및 확대하고 있으며, 미국에서는 중도좌파에 속하는 리버럴 성향의 민주당 후보 오바마를 지지하기도 하였다.

## 같이 보기
- 자유주의
- 자유민주주의
- 북유럽 농본주의